# Săcueni
Săcueni ou Săcuieni (autrefois Podul Săcuilor, Székelyhid en hongrois, Zickelhid en allemand, Sikelhid en turc) est une ville roumaine du județ de Bihor, en Transylvanie, dans la région historique de la Crișana et dans la région de développement Nord-Ouest.

## Géographie
La ville de Săcueni est située dans le nord du județ, dans la plaine de la Crișana, une partie de l'Alföld, sur la rivière Ier, à la frontière avec la Hongrie, à 21 km à l'ouest de Marghita et à 36 km au nord d'Oradea, le chef-lieu du județ.
La municipalité est composée de la ville de Săcueni elle-même et des villages suivants (nom hongrois), (population en 2002) :
- Cadea (Nagykágya), (1 156) ;
- Ciocaia (Csokally), (929) ;
- Cubulcut (Érköbölkut), (948) ;
- Olosig (Érolaszi), (548) ;
- Săcueni (Székelyhid), (7 177), siège des autorités ;
- Sânnicolau de Munte (Hegyközszentmiklós), (907).

## Histoire
La première mention écrite de la ville de Săcueni date de 1217.
La commune, qui appartenait au royaume de Hongrie, en a suivi l'histoire. En 1665, comme conséquence de la paix de Vasvár signé entre les Habsbourg et les Ottomans, le château de la ville est détruit.
Après le compromis de 1867 entre Autrichiens et Hongrois de l'empire d'Autriche, la principauté de Transylvanie disparaît et, en 1876, le royaume de Hongrie est partagé en comitats. Săcueni intègre le comitat de Bihar (Bihar vármegye) et devient chef-lieu de district rural.
À la fin de la Première Guerre mondiale, l'Empire austro-hongrois disparaît et la commune rejoint la Grande Roumanie au traité de Trianon. La ville est alors résidence de plașa (chef-lieu d'arrondissement) du nouveau județ de Bihor.
En 1940, à la suite du deuxième arbitrage de Vienne, elle est annexée par la Hongrie jusqu'en 1944, période durant laquelle ses communautés juive et tsigane sont exterminées par les nazis. Elle réintègre la Roumanie après la Seconde Guerre mondiale au traité de Paris en 1947.
De 1950 à 1968, Săcueni est chef-lieu de raïon de la région d'Oradea. Elle obtient le statut de ville en 2004.

## Politique
| Période                                  | Période  | Identité    | Étiquette | Qualité |
| ---------------------------------------- | -------- | ----------- | --------- | ------- |
| Les données manquantes sont à compléter. |          |             |           |         |
| 2008                                     | En cours | Csaba Béres | UDMR      |         |

| Parti | Parti                                           | Sièges |
| ----- | ----------------------------------------------- | ------ |
|       | Union démocrate magyare de Roumanie (UDMR)      | 10     |
|       | Parti social-démocrate (PSD)                    | 4      |
|       | Parti populaire hongrois de Transylvanie (PPMT) | 1      |
|       | Parti civique magyar (PCM)                      | 1      |
|       | Indépendant                                     | 1      |

## Religions
En 2002, la composition religieuse de la commune était la suivante :
- Réformés, 63,29 % ;
- Catholiques romains, 23,49 % ;
- Chrétiens orthodoxes, 7,13 % ;
- Baptistes, 1,58 % ;
- Grecs-Catholiques, 1,53 %.

## Démographie
En 1910, à l'époque austro-hongroise, la commune comptait 11 484 Hongrois (98,78 %), 37 Roumains (0,32 %) et 25 Allemands (0,22 %),.
En 1930, on dénombrait 9 319 Hongrois (80,14 %), 1 203 Roumains (10,35 %), 642 Juifs (5,52 %), 378 Tsiganes (3,25 %), 45 Allemands (0,39 %) et 18 Slovaques (0,15 %).
En 1956, après la Seconde Guerre mondiale, 11 621 Hongrois (86,15 %) côtoyaient 1 372 Roumains (10,47 %), 74 Juifs (0,55 %) et 18 Tsiganes (0,13 %).
En 2002, la commune comptait 9 010 Hongrois (77,23 %), 1 747 Tsiganes (14,97 %) et 891 Roumains (7,63 %). On comptait à cette date 4 562 ménages et 4 589 logements.
| 1880  | 1890  | 1900   | 1910   | 1920   | 1930   | 1941   | 1956   | 1966   |
| ----- | ----- | ------ | ------ | ------ | ------ | ------ | ------ | ------ |
| 8 706 | 9 716 | 10 630 | 11 626 | 11 467 | 11 628 | 11 704 | 13 100 | 13 490 |

| 1977   | 1992   | 2002   | 2007   | - | - | - | - | - |
| ------ | ------ | ------ | ------ | - | - | - | - | - |
| 13 540 | 11 951 | 11 665 | 11 709 | - | - | - | - | - |

## Économie
L'économie de la commune repose sur l'agriculture (céréales, légumes, vignes) et l'élevage. la ville possède aussi des entreprises de transformation du bois, de confection et de chaussures, de constructions métalliques.

## Communications

### Routes
Săcueni est située sur la route nationale DN19 (route européenne 671), Oradea-Satu Mare. La nationale DN19B se dirige vers l'est, Marghita et Șimleu Silvaniei, dans le județ de Sălaj. La nationale DN19D file vers l'ouest et le nouveau point de passage transfrontalier inauguré en 2004 entre Săcueni et Létavértes.
La route régionale DJ767A mène au sud-est vers le village de Sânnicolau de Munte et la commune de Ciuhoi.

### Voies ferrées
Săcueni est desservie par la ligne des Chemins de fer roumains Oradea-Satu Mare. D'autre part, la ville est la tête de ligne qui se dirige vers Șimleu Silvaniei et Sărmășag.

## Lieux et monuments
- Réserve naturelle du lac Cicoș (10 ha)[7] ;
- Cadea, ruines d'une église romane des XIIIe et XIVe siècles ;
- Săcueni, église réformée du XVIIIe siècle[7] ;
- Săcueni, château Stubenberg ;
- Săcueni, nombreuses caves vinicoles ;
- Săcueni, musée d'histoire, d'archéologie et d'ethnographie de la vallée du Ier qui présente des découvertes archéologiques datant du Néolithique, preuve de la présence humaine dans la région dès la Préhistoire[8].

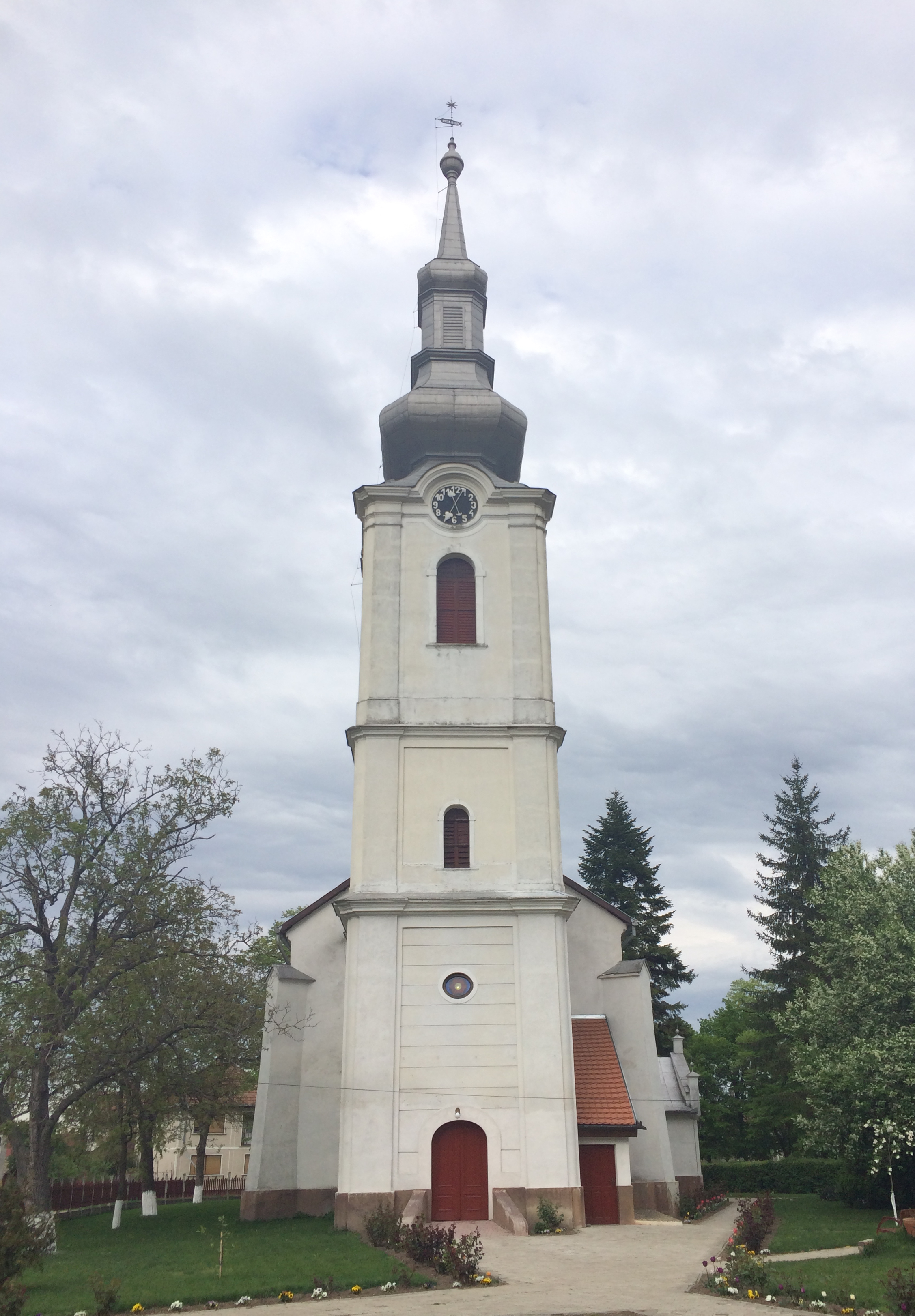
Église réformée
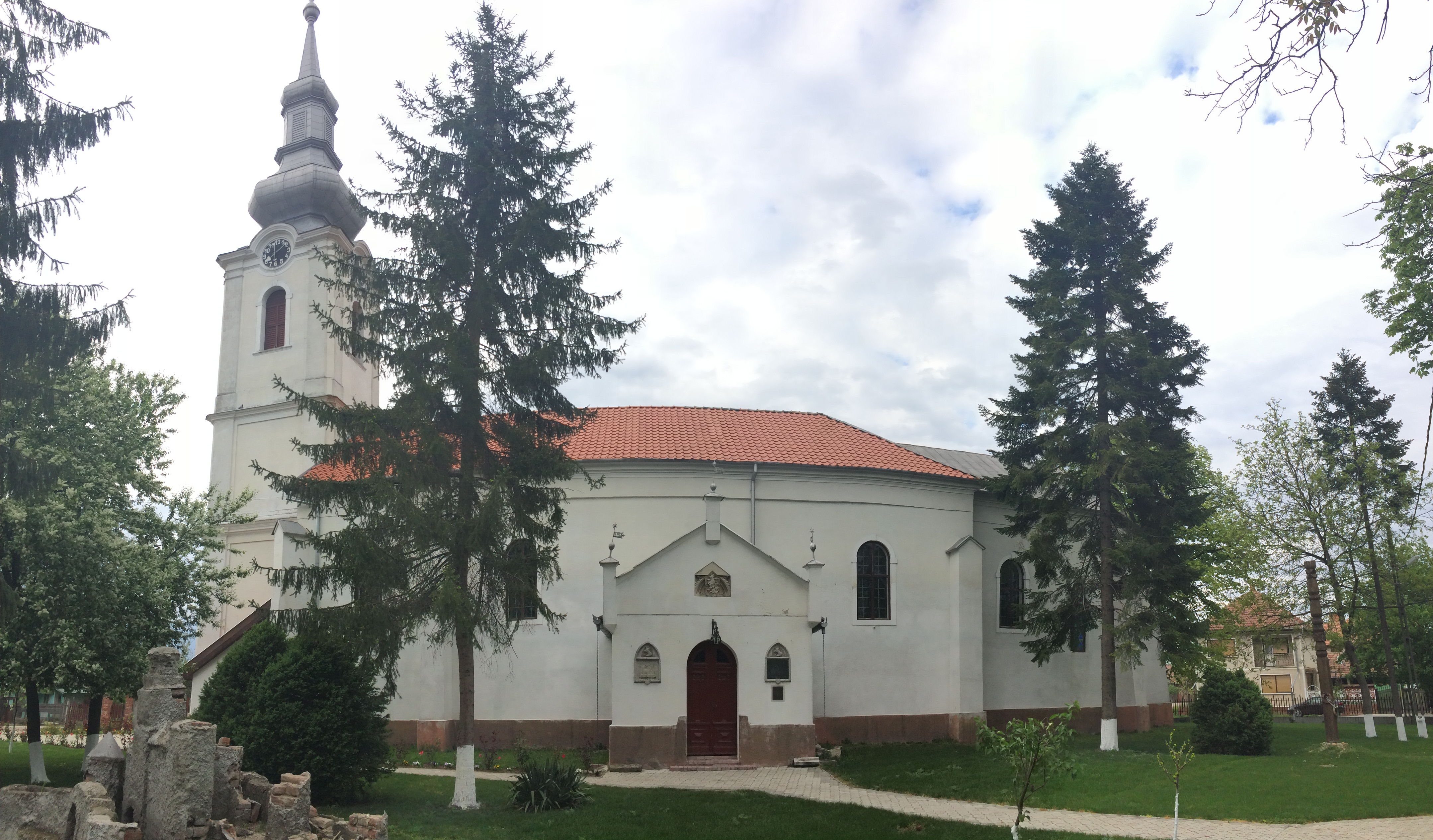
Église réformée
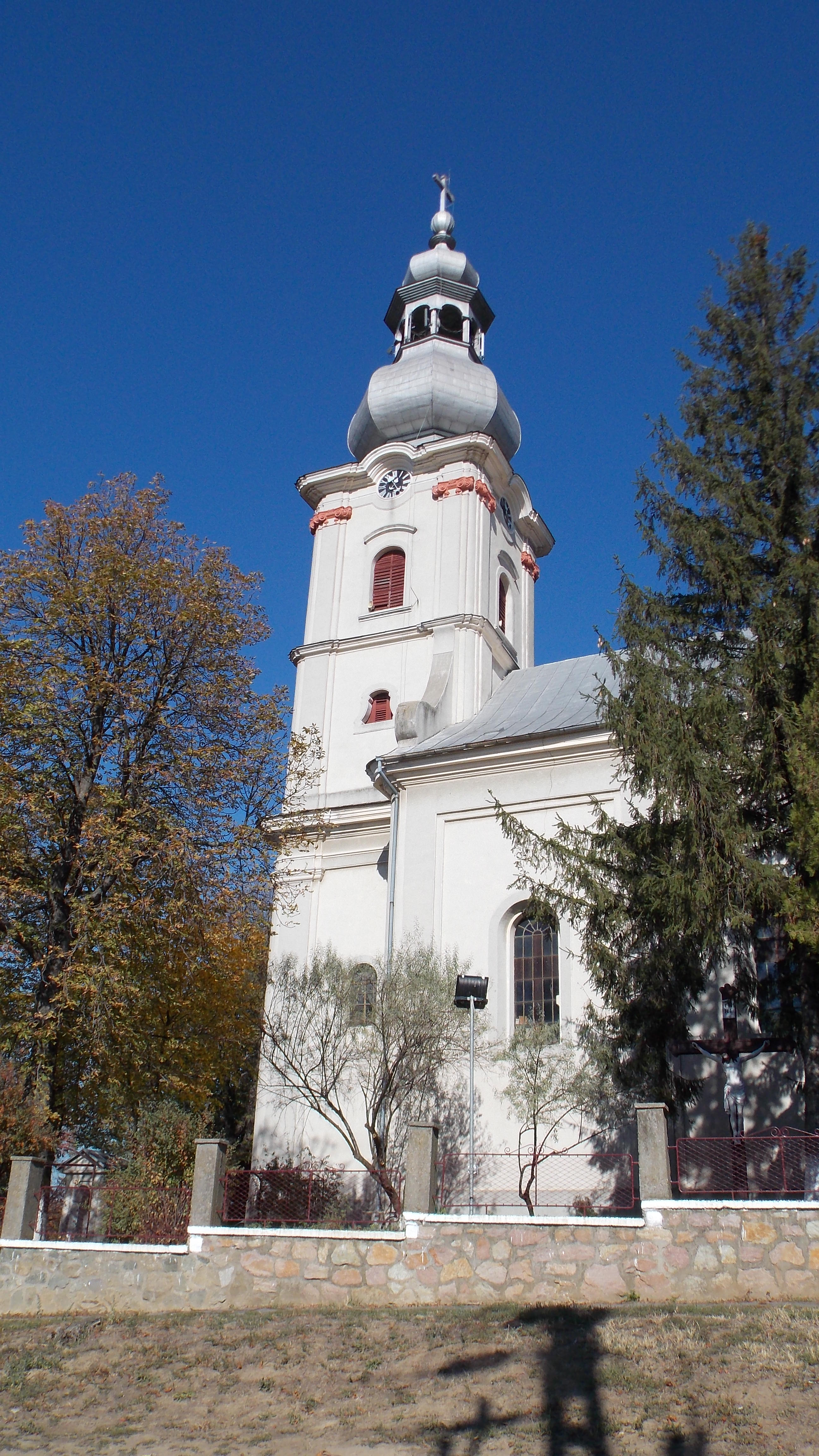
Église catholique
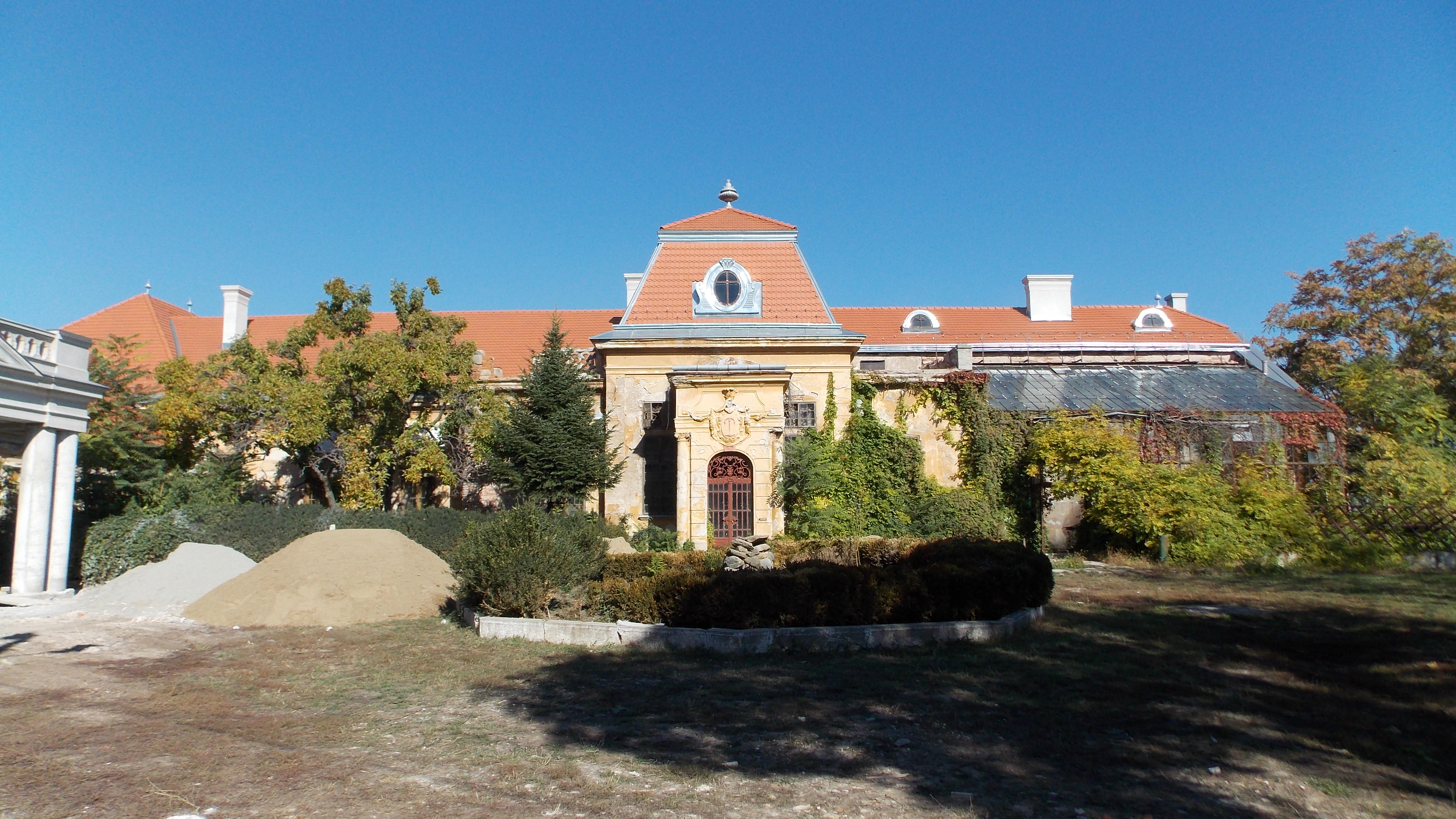
Château Stubenberg

## Jumelages
- Létavértes (Hongrie)
- Écaussinnes (Belgique)